# Oklahoma Kid
Oklahoma Kid – amerykański western z 1939 roku.

## Główne role
- James Cagney – Jim Kincaid
- Humphrey Bogart – Whip McCord
- Rosemary Lane – Jane Hardwick
- Donald Crisp – Sędzia Hardwick
- Harvey Stephens – Ned Kincaid
- Hugh Sothern – John Kincaid
- Charles Middleton – Alec Martin
- Edward Pawley – Doolin
- Ward Bond – Wes Handley
- Lew Harvey – Curley
- Trevor Bardette – Indianin Jack Pasco
- John Miljan – Ringo
- Arthur Aylesworth – Sędzia Morgan

## Fabuła
Gang pod wodzą Whipa McCorda napada na dyliżans, który wiózł pieniądze za ziemie Indian. Ale nie cieszy się nimi zbyt długo, gdyż zostają mu skradzione przez Jima Kincaida zwanego „Oklahoma Kid”. McCord nie daruje mu tego i planuje zemstę. Przybywa do miasta rodziców Kincaida. Jego ojciec stara się o urząd burmistrza, ale Whip wrabia go w morderstwo i podburza mieszkańców do linczu...